# Khalid Boutaïb
Khalid Boutaïb (ur. 24 kwietnia 1987 w Bagnols-sur-Cèze) – marokański piłkarz francuskiego pochodzenia występujący na pozycji napastnika we francuskim klubie Pau FC. W latach 2016–2019 reprezentant Maroko. Uczestnik Mistrzostw Świata 2018.

## Kariera piłkarska
Swoją karierę piłkarską Boutaïb rozpoczął w klubie FC Bagnols-Pont. W sezonie 2006/2007 zadebiutował w nim w szóstej lidze francuskiej. W 2007 roku przeszedł do piątoligowego ES Uzès-Pont du Gard i spędził w nim trzy sezony. W 2010 roku wrócił do Bagnols Point, a po roku gry w nim ponownie został zawodnikiem ES Uzès-Pont du Gard. W sezonie 2011/2012 awansował z nim z czwartej do trzeciej ligi. W ES Uzès-Pont du Gard grał do końca sezonu 2012/2013.
W 2013 roku Boutaïb przeszedł do innego trzecioligowca Luzenac AP. Swój debiut w nim zanotował 9 sierpnia 2013 w wygranym 1:0 wyjazdowym meczu z US Orléans. W Luzenac AP grał przez rok.
Latem 2014 roku Boutaïb odszedł z Luzenac do Gazélec Ajaccio. Swój debiut w nim zaliczył 12 września 2014 w przegranym 0:2 wyjazdowym meczu z Angers SCO. W sezonie 2014/2015 awansował z Gazélec z Ligue 2 do Ligue 1. W sezonie 2015/2016 wrócił z nim do Ligue 2.
W 2016 roku Boutaïb został zawodnikiem RC Strasbourg. Zadebiutował w nim 29 lipca 2016 w zremisowanym 0:0 wyjazdowym spotkaniu z FC Bourg-Péronnas.
| Sezon   | Klub                 | Kraj    | Rozgrywki              | Mecze | Gole |
| ------- | -------------------- | ------- | ---------------------- | ----- | ---- |
| 2006/07 | FC Bagnols-Pont      | Francja | DH Languedoc-Roussilon | ?     | ?    |
| 2007/08 | ES Uzès-Pont du Gard | Francja | CFA 2                  | ?     | ?    |
| 2008/09 | ES Uzès-Pont du Gard | Francja | CFA 2                  | ?     | ?    |
| 2009/10 | ES Uzès-Pont du Gard | Francja | CFA 2                  | ?     | ?    |
| 2010/11 | FC Bagnols-Pont      | Francja | CFA 2                  | 14    | 7    |
| 2011/12 | ES Uzès-Pont du Gard | Francja | CFA                    | 33    | 13   |
| 2012/13 | ES Uzès-Pont du Gard | Francja | Championnat National   | 24    | 6    |
| 2013/14 | Luzenac AP           | Francja | Championnat National   | 33    | 8    |
| 2014/15 | Gazélec Ajaccio      | Francja | Ligue 2                | 28    | 6    |
| 2015/16 | Gazélec Ajaccio      | Francja | Ligue 1                | 31    | 6    |
| 2016/17 | RC Strasbourg        | Francja | Ligue 2                | 34    | 20   |

## Kariera reprezentacyjna
W reprezentacji Maroka Boutaïb zadebiutował 26 marca 2016 roku w wygranym 1:0 meczu kwalifikacji do Pucharu Narodów Afryki 2017 z Republiką Zielonego Przylądka. W 2017 roku został powołany do kadry na Puchar Narodów Afryki 2017.